# Dusíkaté deriváty uhlovodíků
Dusíkaté deriváty uhlovodíků jsou takové deriváty uhlovodíků, které obsahují nejméně jednu funkční skupinu obsahující dusík. Patří sem nitrosloučeniny, nitrososloučeniny, aminy, iminy, diazoniové soli, azosloučeniny, nitrily a dusíkaté deriváty karboxylových kyselin – aminokyseliny, amidy a imidy.
Kromě toho se do této skupiny zařazují také estery kyseliny dusičné, například nitroglycerin.

## Skupiny dusíkatých derivátů a příklady
- Nitrosloučeniny – nitromethan, nitroethan, nitrobenzen
- Nitrososloučeniny – nitrosobenzen
- Aminy
  - primární – methylamin, ethylamin, fenylamin (anilin)
  - sekundární – dimethylamin, diethylamin, isopropylbenzylamin
  - terciární – trimethylamin
- Iminy
- diazoniové soli – diazomethan, tartrazin (také azosloučenina)
- azosloučeniny – azorubin, methyloranž
- nitrily – acetonitril, akrylonitril
- aminokyseliny
- amidy – akrylamid, asparagin, glutamin
- imidy